# Maniàtics
Maniàtics és una comèdia de situació emesa inicialment en Canal Nou i reposada més endavant a Nou 2. El programa es va crear per la companyia de teatre Albena Teatre juntament amb la producció de Conta Conta Produccions sota la direcció de Carles Alberola, César Martí i Rafa Calatayud. En aquesta sèrie de televisió es tracten les peripècies d'un matrimoni que regenta un bar i la dels seus amics i familiars, tot a través d'humor i situacions còmiques.
Es va estrenar el 12 de gener de 2007 en l'horari de màxima audiència dels divendres. Se'n van emetre un total de quatre temporades i va acabar el 28 de març de 2008. La tercera temporada va començar amb una audiència del 13,7%, però va disminuir, cosa que va fer canviar la sèrie de franja horària sense èxit.
La sèrie va guanyar el Premi Tirant a la millor ficció el 2008, mentre que Cristina García i Sergio Caballero van guanyar el premi a millor actriu i actor respectivament.

## Repartiment
- Alfred Picó - Ximo
- Inés Díaz - Marta
- Sergio Caballero - Oscar Fuster
- Cristina García - Raquel
- Sandra Cervera - Vanessa
- Manuel Ochoa - Santi
- Cristina Fenollar - Carol
- Mamen García - Puri
- Carles Alberola - Andreu
- Albert Forner - Miquel
- Idoia Rossi - Trini